# Mitimaes
Los mitimaes (quechua: mitmaqkuna) fueron grupos de familias o comunidades desplazadas y redistribuidas por el Estado incaico (Tahuantinsuyo) con fines políticos, económicos y militares. Esta política estatal consistía en reubicar poblaciones a diferentes regiones del imperio para consolidar el control territorial, asegurar la lealtad al gobierno inca y facilitar la integración cultural y administrativa de los pueblos conquistados.
Los mitimaes cumplían diversas funciones: trabajaban en la agricultura, construían infraestructura, defendían fronteras y difundían las costumbres, idioma y religión incaicas. Este mecanismo fue fundamental para la expansión y mantenimiento del Tahuantinsuyo, promoviendo la movilidad social y cultural dentro del imperio.
Asimismo, el traslado de mitimaes ayudaba a debilitar las estructuras de poder local, evitando posibles rebeliones y facilitando la incorporación de nuevas tierras a la administración central. El sistema de mitimaes se implementó en diversas regiones del Tahuantinsuyo, especialmente en zonas estratégicas de la sierra y la costa, donde la redistribución facilitaba el control político y la integración económica.

## Uso político
Debido a que los incas étnicos eran superados en número por la población que gobernaron por 100 a 1, emplearon diversos sistemas políticos para controlar a los pueblos conquistados. La política de mitmaes implicaba transferencias planificadas de poblaciones enteras a regiones menos desarrolladas o que tenían un alto riesgo de rebeliones o levantamientos. Las provincias que eran leales fueron trasladadas y reasentadas en territorios nuevos u hostiles, mientras que las aldeas rebeldes fueron trasladadas a regiones consolidadas. Mediante estos métodos, los incas étnicos fueron capaces de disminuir la resistencia a la nobleza inca. Fuera de Cusco, gran parte del gobierno inca consistía en funcionarios incas que supervisaban una jerarquía de señores étnicos hereditarios reclutados para el servicio estatal. El sistema de mitmaes fue eficaz porque en lugar de tratar de inventar nuevos gobiernos, simplemente barajaban sobre los grupos étnicos existentes.
Los incas mantuvieron grandes pestañas en su población con el fin de asegurar que los desafíos a su autoridad no se produjeran. Esto incluía mantener documentos detallados, como un censo de la población una vez que habían sido reasentados. Una vez reasentados, los participantes de las mitmaes recibían tierras para plantar cultivos, criar ganado y construir casas, lo cual les permitía reproducir su estructura social y de producción original. Otra forma en que mantenían a la población bajo control era infligiendo castigos estrictos para los infractores de la ley. Si una persona reasentada intentaba regresar a su hogar natal, era torturada. Si intentaba hacerlo por segunda vez, el infractor era ejecutado. Además, los incas mantuvieron a las élites reasentadas bajo control promoviéndolas a posiciones burocráticas con el fin de mantenerlas dependientes de los sistemas e ideologías imperiales para su propio prestigio y estatus.
En conclusión, esta clase de mitimaes son frecuentemente calificados de "colonos incaicos", encargados de promover la "incaización" de los territorios que se les eran asignados. No obstante, esto solo resultaba ventajoso para la parte fiel al Incanato. La otra parte, las poblaciones conflictivas reacias a aceptar el poder ejercido desde Cusco, eran deportadas forzosamente para ser reubicadas en zonas muy apegadas y sumisas al gobierno incaico. Se buscaba que al estar rodeados de tanta influencia inca de forma constante, esta fuera capaz de disipar y absorber su ímpetu rebelde.

## Administración
La política de mitmakuna se llevó a cabo especialmente en el altiplano boliviano austral, donde la producción de estos colonos (especialmente la de agricultura intensiva y ganadería) se dividía en tres tercios: uno para el inca y su casta, otro para la casta sacerdotal (emparentada con la del inca) y para el dios quechua Inti y el tercio restante para las poblaciones productoras. En cuanto al oro, la plata y las piedras preciosas, una vez sometidas las poblaciones al subnivel de mitimaes, los recursos más valiosos o apreciados de la minería eran también expoliados para las arcas del tesoro incaico. Por otra parte, los mitmakuna o mitimaes eran también forzados a defender a los quechuas, especialmente a los de casta inca, ya que muchos de ellos estaban obligados a defender la frontera con los Chiriguanos (gentilicio derogativo o peyorativo aplicado a los guaraníes y pueblos guaranizados que en quechua significa: "excrementos fríos"). Todo el arco suroriental del Altiplano estuvo salpicado de guarniciones que se prolongaron por el sur hasta el Pucará de Aconquija (actual departamento Andalgalá, provincia de Catamarca).

## Zonas mitmaes
En el siglo XV, la población colla de la actual Bolivia, es invadida por el inca Wiracocha que anexó sus territorios al Tahuantinsuyo. Los incas introdujeron en las tierras conquistadas grupos de mitimaes, algunos de los cuales hablaban el quechua. Debido a esta situación, a la llegada de los conquistadores castellanos el territorio colla tenía una heterogénea población que hablaba las lenguas aimara, puquina y quechua.
En el caso del Noroeste argentino, los incas utilizaron a las tribus de los Chichas, que habitaban en lo que hoy es Bolivia. Algo parecido ocurrió en el norte de Chile.
Las poblaciones del sur de los valles Calchaquíes, Santa María (Catamarca), Andalgalá y el centro de la provincia de Catamarca se resistieron a la ocupación incaica y se negaron a realizar trabajos para los incas, por lo que estos llevaron a esos territorios contingentes de mitmaqkunas para ser utilizados como mano de obra en reemplazo de los locales. Blas Ponce, uno de los fundadores de la ciudad de Londres en Catamarca, dice en la provincia de Quire-Quire el inca tenía "más de veinte mil mitimaes" y que vencidos por los españoles decidieron abandonar el valle.
También en la Quebrada de Humahuaca había mitimaes de los Chichas de Bolivia, también los pueblos esclavizados como los Churumatas, Paypayas y otros, cuya principal función fue servir como barrera de contención contra los Chiriguanos, además de que algunos difundan idioma quechua.